# Mestra latimargo
Mestra latimargo är en fjärilsart som beskrevs av Hall 1929. Mestra latimargo ingår i släktet Mestra och familjen praktfjärilar. Inga underarter finns listade i Catalogue of Life.